# John Sladek
John Thomas Sladek (Waverly (Iowa), 15 december 1937 - Minneapolis, 10 maart 2000) was een Amerikaanse sciencefictionschrijver. 
Hij stond bekend om zijn satirische en surrealistische novellen. Geboren in Iowa, ging Sladek in de jaren zeventig van de twintigste eeuw naar Engeland voor de New-wavebeweging. Zijn eerste novel, in Londen door Victor Gollancz uitgegeven als The Reproductive System en in de Verenigde Staten van Amerika door Ace Books als Mechasm, ging over een project om machines te bouwen die zichzelf konden reproduceren, welk uit de hand liep en de mensheid bedreigde.
- Biblioteca Nacional de España: XX1006688
- Bibliothèque nationale de France: cb11924975m (data)
- CiNii: DA05218137
- Gemeinsame Normdatei: 129817163
- International Standard Name Identifier: 0000 0001 0876 1478
- Library of Congress Control Number: n79139678
- Bibliotheek van het Japanse parlement: 00456794
- Nationale Bibliotheek van Tsjechië: xx0031130
- Nationale Bibliotheek van Israël: 987007354545505171
- Nederlandse Thesaurus van Auteursnamen: 07411266X
- SNAC: w6px32p8
- Système universitaire de documentation: 067109780
- Virtual International Authority File: 19684547
- WorldCat: E39PBJk96J73Tqq8rtBcF7dJDq